# Leonhard Kuhn
Leonhard Kuhn (* 9. Mai 1987) ist ein deutscher Jazzmusiker (Gitarre, Live-Elektronik, Komposition, Arrangement).

## Leben und Wirken
Kuhn erhielt den grundlegenden Musikunterricht an der Musikschule Winsen. Er verbrachte fünf Jahre im Landes-Jugend-Jazz-Orchester Niedersachsen und nahm Privatunterricht bei Sandra Hempel. Dann studierte er an der Hochschule für Musik und Theater München Jazz-Gitarre bei Peter O’Mara und Jazz-Komposition bei Gregor Hübner. Er nahm an Workshops von Daniel Schnyder, Richie Beirach und Elliott Sharp teil. 
Als Gitarrist spielt er (gemeinsam mit Antonia Dering und Julia Kellner) seit 2013 im Jazz-Rock-Minimal-Trio Bartomuk, mit dem er 2016 das Album Regenfernsehen vorlegte. Mit dem Trio Le Café Bleu international, zu dem auch Matthieu Bordenave und Jay Lateef gehören, hat er zwei Alben bei Enja veröffentlicht. Als Elektroniker spielt er in der Bigband von Monika Roscher, mit der er auf zwei Alben zu hören ist, und seit 2014 mit der Jazzrausch Bigband, mit der er auch in Nordamerika auftrat und auf neun Alben zu hören ist. Als Komponist und Arrangeur schreibt er für die Jazzrausch Bigband und für größere Ensembles, wie Baltic Youth Philharmonic. Weiterhin macht er Theatermusik. 2021 erhielt er den Förderpreis Musik der Landeshauptstadt München.